# Chicorimpa
Chicorimpa es una comunidad perteneciente al municipio de Guadalupe y Calvo, Chihuahua en México, y pertenece al Seccional de La Mesa de San Rafael, a 42 km aprox. de la Cabecera municipal.

## Ubicación
25° 37′ 43″   106° 41' 18"

## Etimología
Deriva del nombre de su Fundador Francisco Orimpa.